# Dragan Stojković Bosanac
Dragan Stojković - Bosanac (Sarajevo, 2. prosinca 1953.) bosanskohercegovački je glazbenik, skladatelj i harmonikaš.

## Životopis
Dragan je rođen u Sarajevu gdje je proveo i kratko razdoblje djetinjstva. Odrastao je u hercegovačkoj općini Konjic, a inače je rodom iz Srbije. Otac mu je Leskovčanin, a majka iz Šapca. Završio je gimnaziju, osnovnu glazbenu školu i ekonomski fakultet. Od malih nogu je zavolio instrument harmoniku koja mu je stjecajem okolnosti donijela slavu početkom osamdesetih. Oženjen je suprugom Dunjom s kojom ima sina Aleksandra i kćer Aleksandru.
Sredinom osamdesetih, Bosanac je sa svojim orkestrom surađivao s mnogim imenima tadašnje jugoslavenske narodne glazbe, kao što su: Hanka Paldum, Nada Obrić, Lepa Lukić, Snežana Đurišić, Halid Bešlić, Ana Bekuta, Miloš Bojanić i mnogi drugi.

## Angažman u Zvezdama Granda
Od samih početaka regionalnog glazbenog natjecanja Zvezde Granda, Bosanac je aktivan član stručnog žirija. 
U sezoni 2018./2019. ovog uspješnog show programa, Dragan postaje mentor određenom broju natjecatelja koji su ga izabrali u prvom krugu. U sljedećim krugovima, dužan je bio pripremiti natjecatelje koji su mu ukazali povjerenje kako bi se mogli nadmetati s kandidatima ostalih mentora i mentorica - Marija Šerifović, Jelena Karleuša, Ana Bekuta, Đorđe David, Viki Miljković te mentor Grand Produkcija koju predstavljaju direktor programa Saša Popović i glazbena urednica Snežana Đurišić. 